# Artur Avila
Artur Avila Cordeiro de Melo (Río de Janeiro, 29 de junio de 1979) es un matemático brasileño que trabaja principalmente en sistemas dinámicos y teoría espectral. Fue ganador de la Medalla Fields en 2014.
Avila fue galardonado con el premio Salem en 2006, el premio EMS en 2008, el premio Brin en 2011 y el premio Jacques Herbrand en 2009. Fue invitado a dar una conferencia plenaria en el Congreso Internacional de Matemáticos en 2010. En 2014, Avila fue uno de los ganadores de la Medalla Fields (considerado como el Premio Nobel de las matemáticas) por su trabajo sobre la teoría de los sistemas dinámicos, convirtiéndose en el primer latinoamericano y persona de habla lusófona o hispana a alcanzar tal premio.